# Stichopogon villiersi
Stichopogon villiersi là một loài ruồi trong họ Asilidae. Stichopogon villiersi được Séguy miêu tả năm 1955. Loài này phân bố ở vùng nhiệt đới châu Phi.